# Ю̄ (слово ћирилице)
Ю̄ ю̄ (искошено: Ю̄ ю̄) је слово ћириличног писма. Његова лигатура је изведена из ћириличног слова Ю додавањем макрона на врху.
Ју са макроном се користи у алеутским језицима (берингов дијалекат), евенским, мансијским, нанајским, негидалским, орочким, улчким, килдин сами и селкупским језицима.

## Уникод
| Знак                      | Ю                                      | Ю                                      | ю                                    | ю                                    | ̄                 | ̄                 |
| ------------------------- | -------------------------------------- | -------------------------------------- | ------------------------------------ | ------------------------------------ | ---------------- | ---------------- |
| Назив у Уникоду           | CYRILLIC CAPITAL LETTER YU WITH MACRON | CYRILLIC CAPITAL LETTER YU WITH MACRON | CYRILLIC SMALL LETTER YU WITH MACRON | CYRILLIC SMALL LETTER YU WITH MACRON | COMBINING MACRON | COMBINING MACRON |
| Врста кодирања            | децимална                              | хексадецимална                         | децимална                            | хексадецимална                       | децимална        | хексадецимална   |
| Уникод                    | 1070                                   | U+042E                                 | 1102                                 | U+044E                               | 772              | U+0304           |
| UTF-8                     | 208 174                                | D0 AE                                  | 209 142                              | D1 8E                                | 204 132          | CC 84            |
| Нумеричка референца знака | &#1070;                                | &#x42E;                                | &#1102;                              | &#x44E;                              | &#772;           | &#x304;          |